# Slovenija na Poletnih olimpijskih igrah 2016
Slovenija na Poletih olimpijskih igrah 2016 v Rio de Janeiru. To je sedmi nastop na poletih olimpijskih igrah za Slovenijo. Nastopilo je 63 športnikov.

## Dobitniki medalj
| Medalja | Športnik       | Šport         | disciplina      | datum      |
| ------- | -------------- | ------------- | --------------- | ---------- |
| Zlato   | Tina Trstenjak | Judo          | ženske do 63 kg | 9. avgust  |
| Srebro  | Peter Kauzer   | Kajak in kanu | K-1 slalom      | 10. avgust |
| Srebro  | Vasilij Žbogar | Jadranje      | Razred Finn     | 16. avgust |
| Bron    | Ana Velenšek   | Judo          | ženske do 78 kg | 11. avgust |

## Udeleženci po športu

### Atletika
- Luka Janežič
- Žan Rudolf
- Robert Renner
- Anton Kosmač
- Daneja Grandovec
- Maja Mihalinec
- Sabina Veit
- Martina Ratej
- Maruša Černjul
- Tina Šutej

### Gimnastika
- Teja Belak

### Jadranje
- Vasilij Žbogar
- Tina Mrak
- Veronika Macarol

### Judo
- Tina Trstenjak
- Anamari Velenšek
- Rok Drakšič
- Mihael Žgank
- Adrian Gomboc

### Kajak-kanu
- Benjamin Savšek
- Luka Božič
- Sašo Taljat
- Peter Kauzer
- Urša Kragelj
- Špela Ponomarenko

### Kolesarstvo
- Tanja Žakelj
- Primož Roglič
- Polona Batagelj
- Simon Špilak
- Jan Polanc
- Matej Mohorič

### Namizni tenis
- Bojan Tokič

### Plavanje
- Damir Dugonjič
- Anja Klinar
- Tjaša Oder
- Tjaša Vozel
- Martin Bau
- Anže Tavčar
- Janja Šegel
- Robert Žbogar
- Tjaša Pintar
- Špela Perše

### Rokomet
14 za moški turnir ter rezervni vratar in dva igralca v polju
- Marko Bezjak
- Blaž Blagotinšek
- Dean Bombač
- Darko Cingesar
- Jure Dolenec
- Matej Gaber
- Nik Henigman
- Blaž Janc
- Vid Kavtičnik
- Urban Lesjak
- David Miklavčič
- Vid Poteko
- Simon Razgor
- Matevž Skok
- Gorazd Škof
- Miha Zarabec
- Uroš Zorman

### Streljanje
- Boštjan Maček
- Živa Dvoršak

### Tenis
- Polona Hercog

### Triatlon
- Mateja Šimic